# Eric Schulz
Eric Schulz (* 1979) ist ein deutscher Diplom-Musiktheaterregisseur sowie Filmemacher und Opernregisseur.

## Karriere
Sein Debütfilm Wagners Meistersinger – Hitlers Siegfried. Auf den Spuren von Max Lorenz (2008) u. a. mit Dietrich Fischer-Dieskau, René Kollo, und Hilde Zadek fand internationale Beachtung (Nominierungen: FIPA 2009, MIDEM 2010).
Es folgte mit der Dokumentation Spuren ins Nichts – Der Dirigent Carlos Kleiber (2010) die erste filmische Annäherung an die schillernde Persönlichkeit des genial begabten und notorisch öffentlichkeitsscheuen Musikers. Enge Freunde und Weggefährten Kleibers wie Plácido Domingo, Michael Gielen, Brigitte Fassbaender und Otto Schenk äußern sich hier ebenso wie Carlos’ Schwester Veronika Kleiber erstmals ausführlich vor der Kamera über den im Jahr 2004 verstorbenen Dirigenten.
Der Film Karajan - Das zweite Leben (Int.: Karajan - The Second Life) aus dem Jahre 2012 zeigt den Dirigenten dank zahlreicher bislang unveröffentlichter Dokumente wie privaten Telefonmitschnitten in neuem Licht und wurde u. a. mit dem österreichischen Fernsehpreis Romy sowie dem ECHO Klassik ausgezeichnet.
Im darauffolgenden Jahr wurde die vierteilige Dokumentationsreihe Wagner: Der Ring (2013) veröffentlicht, welche sich ausführlich mit den sprachlichen und musikalischen Intentionen sowie Implikationen Richard Wagners hinsichtlich seines Werkes Der Ring des Nibelungen beschäftigt. Dabei lässt Schulz u. a. Christian Thielemann, Stefan Mickisch, Udo Bermbach, Dieter Borchmeyer, Friedrich Dieckmann, Elke Heidenreich und Stephan Mösch zu Wort kommen
Im Jahre 2014 erschien zum 150. Geburtstag von Richard Strauss eine filmische Hommage mit dem Titel Richard Strauss - Am Ende des Regenbogens. Die Dokumentation behandelt das Leben und Werk des Komponisten und enthält einige unveröffentlichte Bildaufnahmen mit Richard Strauss am Dirigentenpult. Zu Wort kommen dabei u. a. Brigitte Fassbaender, Stefan Mickisch, Klaus König, Raymond Holden, Christian Strauss, Walter Werbeck und Emma Moore.
Neben seiner Arbeit als Regisseur für Dokumentarfilm übernimmt er zunehmend auch die Regie bei Konzertaufzeichnungen, wie zum Beispiel mit den Pianisten Martha Argerich, Daniel Barenboim und András Schiff.
Er war auch an der Gestaltung der CD-Produktion der Berliner Philharmoniker „Wilhelm Furtwängler - The Radio Recordings 1939 - 1945“ beteiligt.

## Auszeichnungen und Nominierungen
Auszeichnungen
für Carlos Kleiber – Spuren ins Nichts:
- 2011: ECHO Klassik: Kategorie „Musik-DVD-Produktion des Jahres“[16]
- 2011: Gramophone Award[17]
- 2011: Jahrespreis der deutschen Schallplattenkritik[18]
- 2012: International Classical Music Awards[19]

für Karajan - Das zweite Leben:
- 2013: Romy: Kategorie „Bester Produzent TV-Dokumentation“[20]
- 2013: Kategorie „Bester Dokumentarfilmer“ der Deutschen Akademie für Fernsehen[21]
- 2014: Kategorie „Best Film for Television“ auf dem 32. International Festival of Films on Art (FIFA) in Montréal[22]
- 2014: ECHO Klassik: Kategorie „Musik-DVD-Produktion des Jahres“[23]

Nominierungen
für Wagners Meistersinger - Hitlers Siegfried: Auf den Spuren von Max Lorenz:
- 2009: FIPA (Festival International de Programmes Audiovisuels): Kategorie „Performing Arts“[24][25]
- 2010: Midem Classical Award: Kategorie „DVD: Documentaries“[26]

für Karajan - Das zweite Leben:
- 2013: Romy: Kategorie „Beste TV-Dokumentation“[27]

## Filmografie
| Jahr | Deutscher Titel                                                            | Englischer Titel                                                            | Label                              | Format       | Laufzeit    | Anmerkung |
| ---- | -------------------------------------------------------------------------- | --------------------------------------------------------------------------- | ---------------------------------- | ------------ | ----------- | --- |
| 2008 | Wagners Meistersinger - Hitlers Siegfried: Auf den Spuren von Max Lorenz   | Max Lorenz - Wagner's Mastersinger / Hitler's Siegfried                     | EuroArts                           | DVD          | 54 min      | Eine Dokumentation, in Zusammenarbeit mit Claus Wischmann, über den Wagner-Tenor Max Lorenz                                                           |
| 2010 | Carlos Kleiber – Spuren ins Nichts                                         | Carlos Kleiber – Traces to Nowhere                                          | Arthaus Musik                      | DVD, Blu-ray | 72 min      | Ein Dokumentarfilm über den Dirigenten Carlos Kleiber                                                                                                 |
| 2012 | Karajan – Das zweite Leben                                                 | Karajan - The Second Life                                                   | Deutsche Grammophon                | DVD          | 80 min      | Ein Porträt des österreichischen Dirigenten Herbert von Karajan                                                                                       |
| 2013 | Wagner Ring                                                                | The World of the Ring                                                       | Deutsche Grammophon                | DVD, Blu-ray | 360 min     | Zum 200. Geburtstag von Richard Wagner / Vierteilige Dokumentation                                                                                    |
| 2014 | Richard Strauss - Am Ende des Regenbogens                                  | Richard Strauss - At the End of the Rainbow                                 | C Major Entertainment              | DVD, Blu-ray | 97 min      | Eine Hommage zum 150. Geburtstag auf Richard Strauss                                                                                                  |
| 2016 | Eins, Zwei, Drei! - Die Walzerfabrik Strauss & Söhne                       | ONE, TWO, THREE! – The Waltz Factory Strauss & Sons                         | C Major Entertainment              |              | 67 min      | Dokumentation zum Jubiläum „150 Jahre Donauwalzer“ |
| 2017 | Echos einer Ära - Simon Rattle und die Berliner Philharmoniker             | Echoing an Era - Simon Rattle & Berliner Philharmoniker                     | Berliner Philharmoniker Recordings | Blu-ray      | 67 min      | Ein Dokumentarfilm über die Ära von Sir Simon Rattle bei den Berliner Philharmonikern                                                                 |
| 2017 |                                                                            | András Schiff – Lecture Concert Goldberg Variations                         | C Major Entertainment              |              | 140 min     | Konzertaufzeichnung |
| 2018 |                                                                            | The Christmas Tree Concert - Martha Argerich & Daniel Barenboim             | Unitel                             |              | 84 min      | Konzertaufzeichnung |
| 2019 |                                                                            | Wilhelm Furtwängler - The Radio Recordings 1939 - 1945                      | Berliner Philharmoniker Recordings |              |             | CD-Edition |
| 2019 | Sternstunden der Musik - Das Mauerkonzert                                  | Magic Moments of Music – The Berlin Wall Concert                            | C Major Entertainment              |              | 52 min      | 30 Jahre Konzert der Berliner Philharmoniker zum Mauerfall                                                                                            |
| 2019 | Sternstunden der Musik - Anne-Sophie Mutter und Herbert von Karajan        | Magic Moments of Music – Anne-Sophie Mutter and Herbert von Karajan         | C Major Entertainment              |              | 52 min      | Dokumentation über die Zusammenarbeit Anne-Sophie Mutters mit Herbert von Karajan am Violinkonzert von Beethoven                                      |
| 2019 | Am Beginn einer neuen Ära: Kirill Petrenko und die Berliner Philharmoniker | Dawn of a new era: Kirill Petrenko and the Berliner Philharmoniker          | Berlin Phil Media GmbH             |              | 10 min      | Imagefilm zum Antritt Kirill Petrenkos als Chefdirigent der Berliner Philharmoniker                                                                   |
| 2020 | Sternstunden der Musik - Der Rosenkavalier mit Herbert von Karajan         | Magic Moments of Music - Der Rosenkavalier conducted by Herbert von Karajan | C Major Entertainment              |              | 52 min      | Dokumentation über die Eröffnung des Großen Salzburger Festspielhauses mit dem „Rosenkavalier“ von Strauss unter der Leitung von Herbert von Karajan. |
| 2020 | Philharmoniker - Unsere Geschichte (Teil 1)                                | Philharmoniker - Our history (part 1)                                       | Berlin Phil Media GmbH             |              | 45 min      | Dokumentation über die Geschichte der Berliner Philharmoniker.                                                                                        |
| 2020 | Philharmoniker - Unsere Geschichte (Teil 2)                                | Philharmoniker - Our history (part 2)                                       | Berlin Phil Media GmbH             |              | 44 min      | Dokumentation über die Geschichte der Berliner Philharmoniker.                                                                                        |
| 2020 | Philharmoniker - Unsere Geschichte (Teil 3)                                | Philharmoniker - Our history (part 3)                                       | Berlin Phil Media GmbH             |              | 44 min      | Dokumentation über die Geschichte der Berliner Philharmoniker.                                                                                        |
| 2021 | Sternstunden der Musik - Der Jahrhundertring 1976                          | Magic Moments of Music – The Centenary Ring in Bayreuth 1976                | C Major Entertainment              |              | 54 min      | Dokumentation über die Inszenierung des „Jahrhundert-Rings“ von Patrice Chéreau bei den Bayreuther Festspielen 1976.                                  |
| 2022 | Meisterklassen mit Daniel Barenboim - Die Klaviersonaten von Beethoven     | Masterclasses with Daniel Barenboim: The Beethoven piano sonatas            | Unitel / Boulezsaal                |              | 31 h 30 min | Barenboim erarbeitet mit jungen Pianistinnen und Pianisten die 32 Klaviersonaten Beethovens.                                                          |